# Comuna Korîst, Koreț
Korîst (în ucraineană Користь) este o comună în raionul Koreț, regiunea Rivne, Ucraina, formată din satele Korîst (reședința) și Novînî.

## Demografie
Componența lingvistică a comunei Korîst
     Ucraineană (99,1%)
     Alte limbi (0,7%)
Conform recensământului din 2001, majoritatea populației comunei Korîst era vorbitoare de ucraineană (99,1%), existând în minoritate și vorbitori de alte limbi.